# Ryan Gallant
Ryan Gallant (Waltham, 25 de maio de 1982) é um skatista norte-americano.